# Special Purpose Dexterous Manipulator

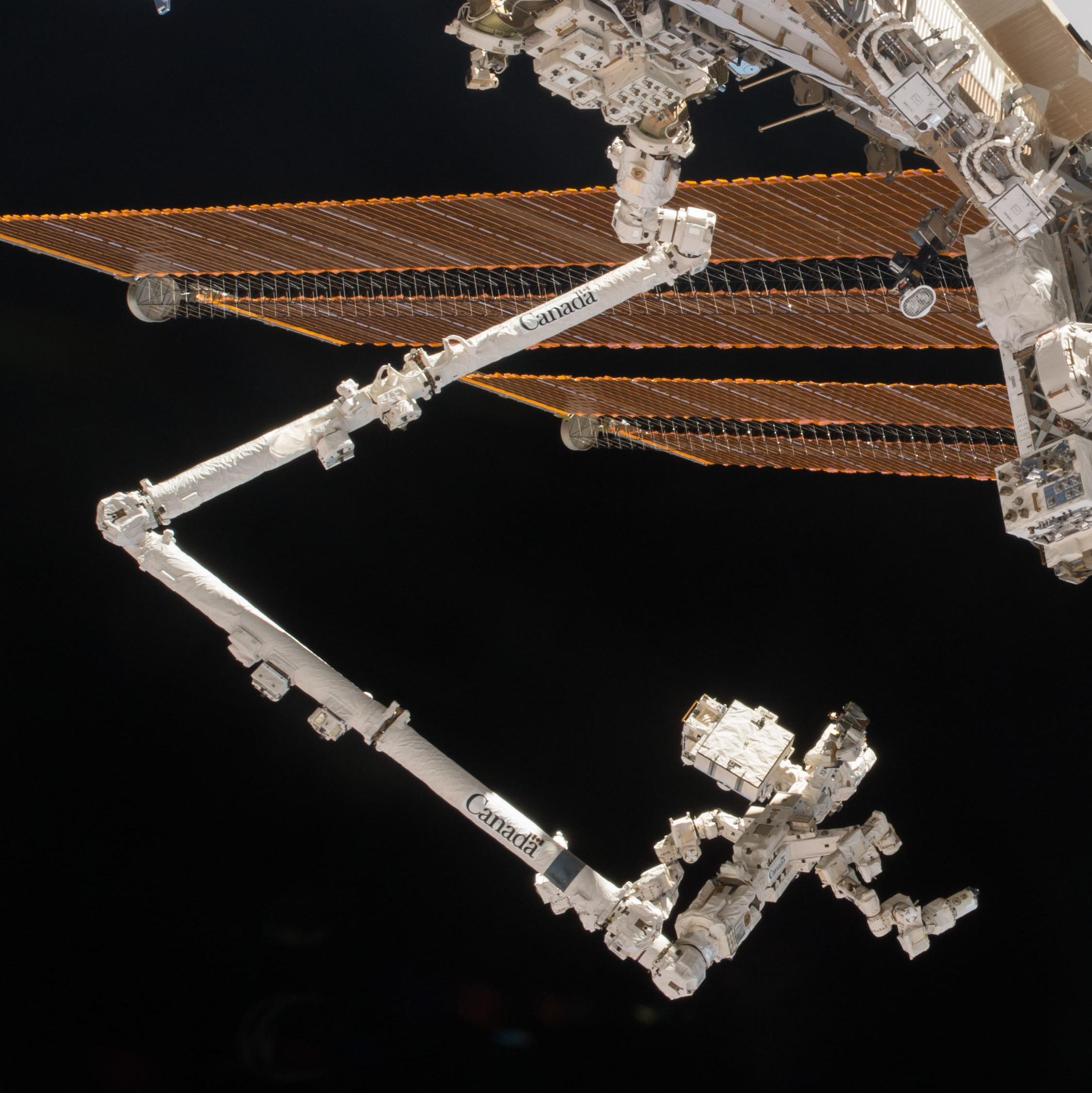
Canada Hand (unten) am Canadarm2

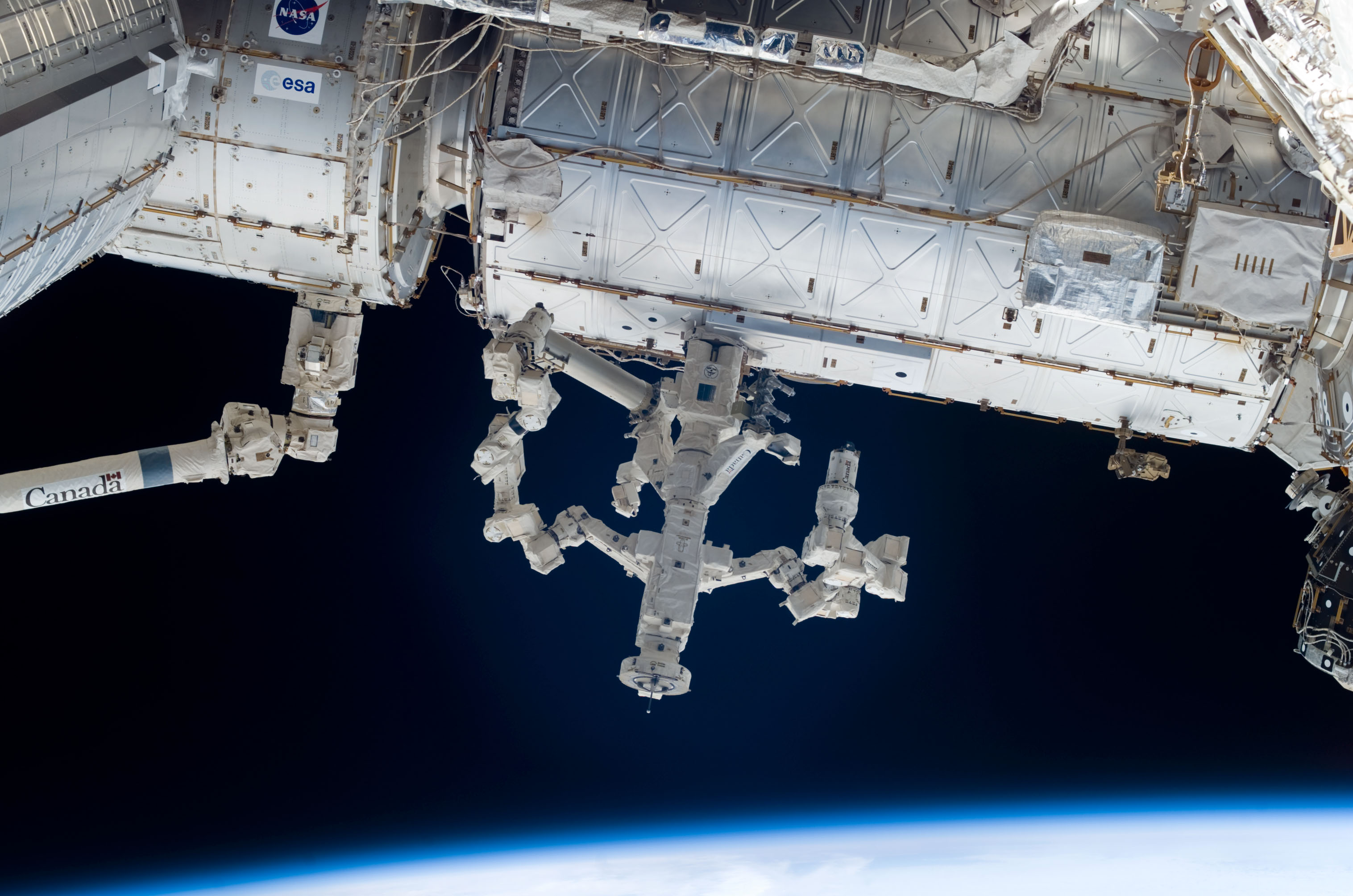
Canada Hand am ISS-Modul Destiny

Der Special Purpose Dexterous Manipulator (SPDM, dt. geschickte Arbeitsvorrichtung für Sonderzwecke) ist als Teil des Mobile Servicing Systems ein robotisches Armsystem der Internationalen Raumstation (ISS).
In Anlehnung an die ebenfalls unter kanadischer Leitung gebauten Roboterarme des Space Shuttle (Canadarm) und der ISS (Canadarm2) werden auch die Bezeichnungen Canada Hand oder Dextre (von dexterity, dt. Geschicklichkeit) verwendet.
Die Fertigung des Systems ist Teil des kanadischen Beitrags zur ISS und erfolgt im Auftrag der kanadischen Raumfahrtbehörde CSA durch die Robotik-Abteilung der Firma MacDonald Dettwiler and Associates, auch bekannt als MD robotics. Die Durchführung der zukünftigen Operationen des SPDM sowie das notwendige Training der Stationscrew werden ebenfalls von der CSA vorgenommen.

## Aufbau und Aufgaben

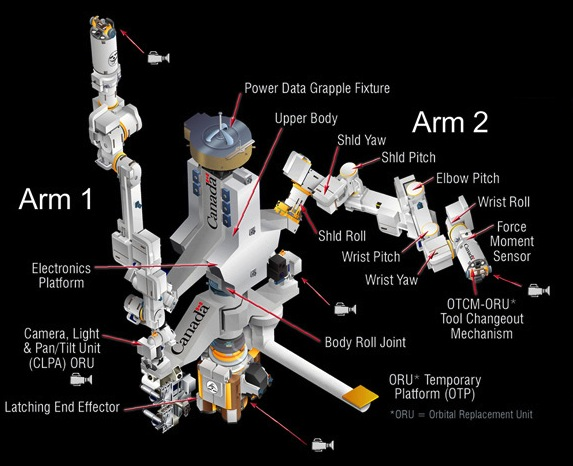
Aufbau der Canada Hand

Obwohl Dextre am Ende des Canadarm2 installiert ist, gehen seine Funktionen und Aufgaben weit über ein reines Greifsystem hinaus. Die komplexe Einrichtung verfügt unter anderem über zwei hochbewegliche Roboterarme zur Durchführung präziser Arbeiten im All. Beide Arme verfügen über je sieben Gelenke, die ihnen eine deutlich höhere Bewegungsfreiheit als allen bisher eingesetzten Systemen verleihen. An ihren Enden  befindet sich eine Auswahl an verschiedenen Werkzeugen und automatischen Aufnahmen für weitere Geräte. Mit Hilfe dieses Orbital Replacement Unit/Tool Changeout Mechanism (OTCM) können Greifbacken, ausfahrbare Inbusschlüssel und monochrome Kameras eingesetzt werden. Zur Überwachung und Unterstützung der Arbeiten der Roboterarme sind im Sockel von Dextre verstellbare Scheinwerfer und Farbkameras sowie ein Werkzeugpodest und ein Werkzeughalter montiert. 
Durch den Einsatz von Dextre an der ISS wurden die Aufgaben und Einsatzmöglichkeiten des Mobile Servicing Systems erheblich erweitert, da durch das Gesamtsystem wesentlich präzisere Aufgaben wahrgenommen werden können. Der Schwerpunkt dieser Aufgaben liegt in der Überwachung und Bedienung von Experimenten im freien Weltraum, die außen an der ISS, insbesondere auf den External Stowage Platforms und dem Experimentträger des japanischen Raumlabors Kibō (ELM-ES) angebracht sind. Darüber hinaus dient das System zur Überwachung und Wartung der Station und unterstützt Raumfahrer während Außenbordarbeiten. Zudem verlängert Dextre die Reichweite des Canadarm2 und kann bei Bedarf auch abgelegt und wieder aufgenommen werden.
Das Gerät ist 3,70 m lang und ohne die Arme 2,37 m breit. Die Länge der Arme beträgt 3,51 m, das Gewicht 1710 kg.

## Start

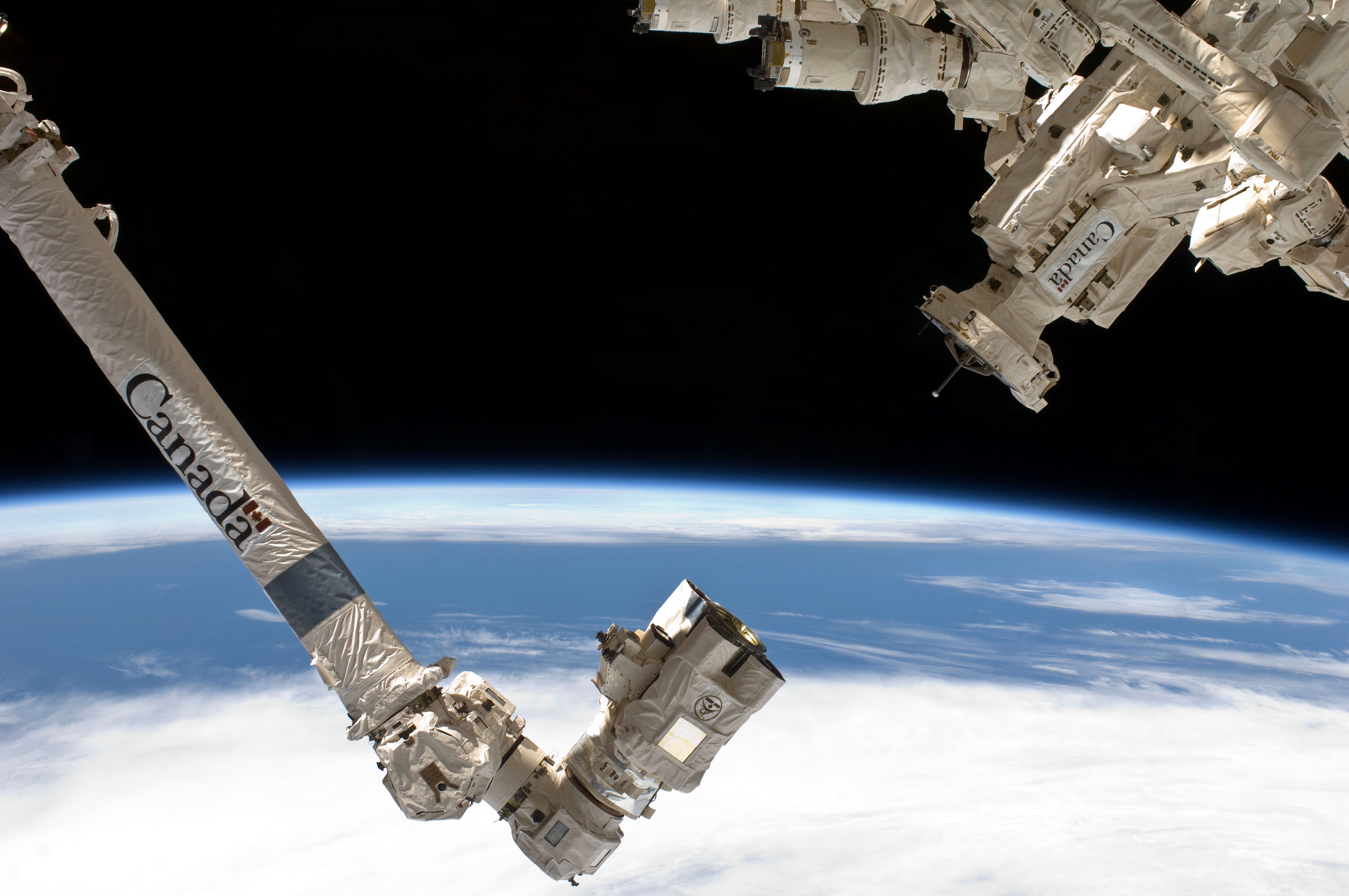
Canadarm2 kurz vor dem Andocken am PDGF der Canada Hand (2010)

Alle Übungen und Tests in den Thermal- und Vakuum-Weltraum-Simulatoren der CSA wurden erfolgreich abgeschlossen. Zudem wurde das System verschiedenen Elektronik- und Vibrationstests unterzogen, um die extremen Bedingungen beim Transport zur ISS zu simulieren. Dextre wurde am 11. März 2008 mit der Mission STS-123 zur ISS gebracht und an den folgenden Tagen unter einigen Problemen am Roboterarm montiert.
Der erste planmäßige Einsatz von Dextre wurde für Januar 2011 zum Entladen der externen Fracht des japanischen Transporters HTV-2 geplant.

## Sonstiges
Durch das begrenzte Kontingent an noch zur Verfügung stehenden Space-Shuttle-Missionen erging 2004 eine NASA-Studie zum Einsatz eines unbemannten Einsatzes von Dextre bzw. eines baugleichen Systems zur Reparatur und Wartung des alternden Hubble-Weltraumteleskops. Am 31. Oktober 2006 erklärte die NASA jedoch bei einer Pressekonferenz, dass mit STS-125 eine bemannte Servicemission zum Hubble-Teleskop durchgeführt wird und die Idee für einen unbemannten Einsatz zunächst nicht weiterverfolgt wird.
Dextre und Canadarm2 zieren seit 2013 die kanadischen 5-Dollar-Banknoten.